# Decollazione di san Giovanni Battista (Morazzone)
La Decollazione di san Giovanni Battista è un dipinto ad olio su tela realizzato dal pittore Pier Francesco Mazzucchelli, noto come Morazzone, datato 1612-1613 circa e conservato ai Musei di Strada Nuova di Genova

## Storia
Il quadro entra nelle collezioni di Palazzo Bianco nel 1989, con l’annessione alle raccolte civiche dei beni provenienti dalle collezioni ospedaliere. Nei cataloghi degli Ospedali Civici risulta attributo genericamente alla scuola francese del sec. XVII ritenendola en pendant con la tela raffigurante Minerva proveniente dalla bottega della famiglia dei pittori genovesi Piola, a cui fu accostato solo per una coincidenza di misure. Nel 1979 Mara Borzone propone la paternità alla scuola lombarda e in particolare a Morazzone, ipotesi condivisa dalla critica successiva. Un'antica verniciatura a gommalacca aveva reso i toni della tela più caldi mentre la veste azzurra di Salomè risultava ridipinta con un verde diverso. Durante il restauro del 1992 il quadro è stato riportato alla cromia originale rimuovendo la patina ingiallita e le alterazioni che avevano inscurito i particolari dell’ambientazione sullo sfondo. Il dipinto può essere considerato un capolavoro del Morazzone, sebbene in passato le dimensioni ridotte abbiano erroneamente fatto pensare che si trattasse di un bozzetto.
L’ipotesi di un riconoscimento del quadro nel dipinto registrato nell’Inventario di Gio. Carlo Doria redatto nel 1625 è assolutamente probabile. Il dipinto dovrebbe ancora riconoscersi in una delle due versioni del soggetto menzionate nel 1641 nell’inventario steso alla morte di Agostino Doria figlio di Gio. Carlo. In casa Doria erano dunque due i soggetti di Morazzone legati all’iconografia della Decollazione del Battista e Gio. Carlo possedeva inoltre altre due decollazioni di scuola lombarda, una di Giovan Battista Crespi detto il Cerano e l’altra dal Procaccini, oggi conservato nella collezione Condorelli a Napoli.

## Descrizione
Giulio Cesare Gigli nel 1615 definì il Morazzone "Vita de l’ombre et anima de’ lumi”  e questa opera ne è una dimostrazione: oltre ai colori, lo studio della luce ne è l’aspetto più rilevante. La presenza di questa tela,  in casa di Giovan Carlo Doria, aiuta a comprendere e inquadrare l’ambiente culturale che permeava l'ambito genovese dove maturarono altra opere con lo stesso soggetto come la Decollazione del Battista di Andrea Ansaldo, dipinta per la chiesa di San Giovanni Battista a Recco. La scena si svolge all'interno di una prigione buia dove una luce illumina l’atto appena compiuto: il carnefice diventa protagonista della scena e grazie alla sua posizione evidenzia la profondità diagonale del quadro con la posa delle gambe e del braccio teso a sollevare la testa del Battista. Salomè regge il piatto con sguardo quasi estasiato. Il corpo livido del santo è disteso a terra, mentre carcerati e carcerieri, assistono alla scena. Sullo scudo la protome leonina in rilievo ruggisce verso lo spettatore. 
Si trattava evidentemente di un soggetto particolarmente gradito dal committente e consono alla pittura lombarda di età federiciana: il violento racconto trovava nelle raffigurazioni tardomanieriste dei pittori ‘milanesi’ una trasfigurazione che ne stempera la crudezza, fissando la narrazione in una dimensione raffinata e fuori dal tempo grazie all'uso del colore, alle pose aggraziate e ai i preziosi dettagli aggiunti come turbanti e pennacchi, abiti e gioielli.
Il contributo di Di Fabio del 1992 data l’opera negli anni compresi tra il 1612 e il 1620, successivamente si è optato per restringere l'esecuzione ai primi anni del secondo decennio del secolo,  date le similutidini esecutive con le Nozze di Cana in Sant’Agostino a Como e al San Rocco della Chiesa di San Bartolomeo Apostolo (Borgomanero), e un altro dipinto per il collezionismo privato: il Perseo e Andromeda oggi agli Uffizi. Si trovano elmi decorati con simili protomi ferine nel Ratto di Elena già Colnaghi a New York e un uso identico dei colori colori brillanti che emergono nel buio nell'Adorazione dei Magi di Arona.